# Discografia de Tenacious D
A discografia da banda Tenacious D consiste em dois álbuns de estúdio, um EP, três singles, dois álbuns vídeo e cinco vídeoclipes.
A banda é composta pelo vocalista Jack Black e o guitarrista Kyle Gass.

## Estúdio
| Ano                        | Detalhes                                                                                     | Posições | Posições | Posições | Posições | Posições | Posições | Posições | Posições | Posições | Posições | Certificações (vendas)                |
| Ano                        | Detalhes                                                                                     | EUA      | AUS      | AUT      | IRL      | HOL      | NOR      | NZ       | SUE      | SUI      | UK       | Certificações (vendas)                |
| -------------------------- | -------------------------------------------------------------------------------------------- | -------- | -------- | -------- | -------- | -------- | -------- | -------- | -------- | -------- | -------- | ------------------------------------- |
| 2001                       | Tenacious D - Lançamento: 25 de setembro de 2001 - Gravadora: Epic - Formato: CD, LP         | 33       | 13       | —        | 18       | 33       | 37       | 42       | 19       | —        | 38       | - EUA: Platina - AUS: Ouro - RU: Ouro |
| 2006                       | The Pick of Destiny - Lançamento: 14 de novembro de 2006 - Gravadora: Epic - Formato: CD, LP | 8        | 35       | 64       | 9        | —        | —        | —        | 44       | 82       | 10       | - IRL: Platina                        |
| 2012                       | Rize of the Fenix - Lançamento: 15 de maio de 2012 - Gravadora: Epic - Formato: CD, LP, DL   | 4        | 6        | 2        | 4        | 16       | —        | 11       | 15       | 4        | 2        |                                       |
| 2018                       | Post-Apocalypto - Lançamento: 2 de novembro de 2018 - Gravadora: Epic - Formato: CD, LP, DL  | 93       | 59       | 19       | —        | —        | —        | —        | —        | 21       | 47       |                                       |
| "—" não chegou às tabelas. |                                                                                              |          |          |          |          |          |          |          |          |          |          |                                       |

## EP
| Ano  | Detalhes                                                                    |
| ---- | --------------------------------------------------------------------------- |
| 2002 | D Fun Pak - Lançamento: 29 de abril de 2002 - Gravadora: Epic - Formato: CD |

## Singles
| Ano                        | Música      | Posição | Posição | Posição | Posição | Posição | Posição | Álbum               |
| Ano                        | Música      | US Pop  | AUS     | IRE     | NED     | NZ      | UK      | Álbum               |
| -------------------------- | ----------- | ------- | ------- | ------- | ------- | ------- | ------- | ------------------- |
| 2002                       | "Tribute"   | —       | 4       | —       | 25      | 9       | —       | Tenacious D         |
| 2002                       | "Wonderboy" | —       | 48      | 47      | —       | —       | 34      | Tenacious D         |
| 2006                       | "POD"       | 57      | —       | 20      | —       | —       | 24      | The Pick of Destiny |
| "—" não chegou às tabelas. |             |         |         |         |         |         |         |                     |

## Vídeos
| Ano  | detalhes                                                                                                 | Certificações (vendas)           |
| ---- | --- | -------------------------------- |
| 2003 | The Complete Master Works - Lançamento: 9 de setembro de 2003 - Gravadora: Epic - Formato: 2 DVD         | - EUA: 6× Platina - AUS: Platina |
| 2008 | The Complete Master Works 2 - Lançamento: 4 de novembro de 2008 - Gravadora: Epic - Formato: 2 DVD, 2 BR |                                  |

## Outras participações
| Ano  | Música                | Título                           | Ref.   |
| ---- | --------------------- | -------------------------------- | ------ |
| 2001 | "Things I Want"       | Swallow My Eggnog                | [ 18 ] |
| 2005 | "Double Team Supreme" | The Good, The Bad and the Drugly | [ 19 ] |

## Filmes
| Ano  | Título                              | Diretor    | Estúdio         |
| ---- | ----------------------------------- | ---------- | --------------- |
| 2006 | Tenacious D in: The Pick of Destiny | Liam Lynch | New Line Cinema |

## Arquivo de álbuns ao vivo
Estes lançamentos de discos ao vivo tiveram a permissão da banda. Estão dispostos para download digital.
| Data gravação     | Local                          | Localização                | Downloads | Notas                                     |
| ----------------- | ------------------------------ | -------------------------- | --------- | ----------------------------------------- |
| 21 janeiro 1999   | Largo Pub                      | Hollywood, Califórnia      | 1,000     |                                           |
| 22 julho 2000     | Roseland Theater               | Portland, Oregon           | 14,000    |                                           |
| 27 julho 2001     | Avalon                         | Boston, Massachusetts      | 5,000     |                                           |
| 24 agosto 2001    | Red Rocks Amphitheatre         | Morrison, Colorado         | 3,000     |                                           |
| 20 setembro 2001  | House of Blues                 | Orlando, Flórida           | 1,000     |                                           |
| 28 setembro 2001  | Higher Ground                  | Winooski, Vermont          | 8,000     |                                           |
| 5 outubro 2001    | Riviera Theatre                | Chicago, Illinois          | 2,000     |                                           |
| 7 outubro 2001    | American Theater               | Morrison, Colorado         | 14,000    |                                           |
| 15 outubro 2001   | The Ritz                       | Raleigh, Carolina do Norte | 2,000     |                                           |
| 21 outubro 2001   | The Web Theater                | Phoenix, Arizona           | 90,000    |                                           |
| 11 dezembro 2001  | Cumberland County Civic Center | Portland, Maine            | 1,000     |                                           |
| 22 janeiro 2002   | Roseland Ballroom              | New York City              | 95,000    |                                           |
| 24 janeiro 2002   | The Kool Haus                  | Toronto, Canadá            | 2,000     |                                           |
| 20 fevereiro 2002 | Amoeba Records                 | São Francisco, Califórnia  | 600       |                                           |
| 21 fevereiro 2002 | Slim's                         | São Francisco, Califórnia  | 8,000     |                                           |
| 4 abril 2002      | Waterloo Park                  | Austin, Texas              | 3,000     |                                           |
| 10 abril 2002     | Promowest Pavilion             | Columbus, Ohio             | 2,000     |                                           |
| 12 abril 2002     | Aragon Ballroom                | Chicago, Illinois          | 2,000     |                                           |
| 13 abril 2002     | The Rave                       | Milwaukee, Wisconsin       | 2,000     |                                           |
| 19 abril 2002     | Bricktown Event Center         | Oklahoma City, Oklahoma    | 2,000     |                                           |
| 4 novembro 2003   | Virgin Records                 | Hollywood, Califórnia      | 400       |                                           |
| 20 dezembro 2003  | The Largo                      | Los Angeles, Califórnia    | 9,000     |                                           |
| 20 dezembro 2003  | The Largo                      | Los Angeles, Califórnia    | 1,000     |                                           |
| 6 junho 2004      | The Knitting Factory           | Los Angeles, Califórnia    | 1,000     |                                           |
| 27 dezembro 2004  | St. James Theater              | Wellington, New Zealand    | 8,000     | Com Andy Serkis                           |
| 17 janeiro 2005   | The Wiltern                    | Los Angeles, Califórnia    | 6,000     |                                           |
| 16 julho 2005     | San Diego Convention Center    | San Diego, Califórnia      | 37,000    | Convenção Comic-Con International de 2005 |
| 22 setembro 2005  | Wiltern Theater                | Los Angeles, Califórnia    | 150,000   | Com Dave Grohl                            |
| 28 novembro 2006  | Orpheum Theater                | Boston, Massachusetts      | 2,000     |                                           |
| 3 dezembro 2006   | Patriot Center                 | Fairfax, Virginia          | 28,000    |                                           |
| 3 dezembro 2006   | Patriot Center                 | Fairfax, Virginia          | 1,000     |                                           |
| 2 novembro 2008   | Milwaukee Arena                | Milwaukee, Wisconsin       | 1,000     | Rock The Vote                             |
| 3 novembro 2008   | Fillmore Auditorium            | Denver, Colorado           | 100       | Rock The Vote                             |